# Rami Hamdallah
Rami Hamdallah (tiếng Ả Rập: رامي حمدالله; sinh ngày 10 tháng 8 năm 1958) là chính trị gia Palestine. Ông là nguyên Thủ tướng Nhà nước Palestine và là chủ tịch Đại học Quốc gia An-Najah tại Nablus.
Ông được bổ nhiệm làm người đứng đầu chính phủ Palestine vào ngày 2 tháng 6 năm 2014.
Rami Hamdallah sinh ra ở Anabta, phía bắc Bờ Tây vào ngày 10 tháng 8 năm 1958. Ông tốt nghiệp Đại học Jordan năm 1980 và nhận bằng thạc sĩ trường Đại học Manchester năm 1982. Hamdallah hoàn thành tiến sĩ ngôn ngữ học ở trường Đại học Lancaster vào năm 1988.
Ba người con của ông, cặp song sinh 11 tuổi và bé trai 9 tuổi đã thiệt mạng trong một tai nạn xe hơi.